# John M. Jackson
John M. Jackson (Baton Rouge, 1 juni 1950) is een  Amerikaans acteur, Jackson is vooral bekend is geworden door de televisieserie JAG, waarin hij van 1996 tot 2004 een hoofdrol speelde als het karakter Rear Admiral A.J Chegwidden. 
- Bibliothèque nationale de France: cb141895510 (data)
- International Standard Name Identifier: 0000 0000 1082 6173
- Library of Congress Control Number: no99089844
- National Archives and Records Administration: 10574092
- Nationale Bibliotheek van Israël: 987007317389705171
- Virtual International Authority File: 5142360
- WorldCat: E39PBJh8HvPhpqwD8rJbmQBdcP